# 莫斯卡連基 (博霍杜希夫區)
50°10′19″N 35°35′43″E / 50.17194°N 35.59528°E
莫斯卡倫基（烏克蘭語：Москаленки）是位於烏克蘭東部的村莊，由哈爾科夫州博霍杜希夫區的博霍杜希夫市鎮負責管轄。該村始建於1670年，面積0.98平方公里，海拔高度132米，2001年人口159，人口密度每平方公里161人。